# أكيومينوبوليس

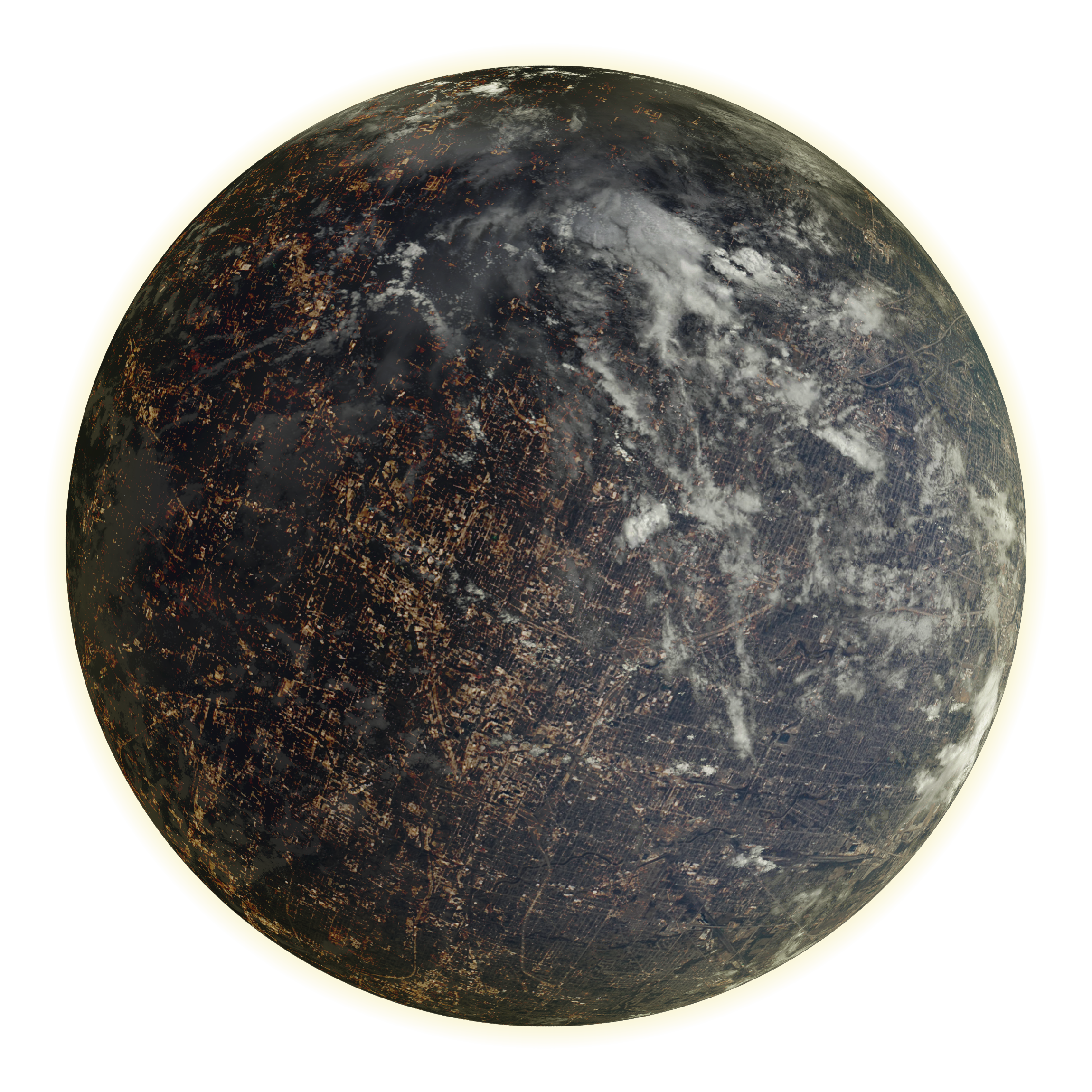

تبلور مفهوم المدينة العالمية أو أكيومينوبوليس (بالإنجليزية: Ecumenopolis)‏ أو القارة الحضرية كما يطلق عليها أحيانا من قبل الباحث اليوناني دوكسياديس في مركز أثينا لعلم المستقرات البشرية (Ekisticis) التابع لمعهد أثينا التكنولوجي عام 1961م بوصفها مدينة قادمة ستغطي كامل الأرض تتألف من العديد من المدن (الخلايا) والمراكز البشرية المتصلة تتخذ شكل مستوطنة عالمية.
ويشير العمار اليوناني دوكسياديس أنه مع كل بناء نشيّده وكل طريق نمهدها وكل قطعة أرض نشتريها نتخذ قرارات حضرية تقودنا إلى المستقبل، وبهذه الطريقة نبني مدينة المستقبل حتى بدون التفكير في الموضوع أو فهمه، ويمكن القول: أن المدن في غضون القرن القادم بعد 150 سنة من الآن سوف تصبح مدينة عالمية (Ecumenic City) أو مدينة لكل سكان الأرض الاكيومينوبوليس (Ecumenopolis).

## مقدمة عن تطور المدن المعاصرة
يؤكد دوكسيادس أن المدن الحالية تتطور على أنظمة معقدة للغاية، بدءًا من المدينة الساكنة التي تنمو في دوائر متحدة المركز لتصل في النهاية إلى ما يسمى "المدينة الديناميكية" (Dynapolis). تتوسع هذه المدينة حتى تصل إلى الحدود الخارجية على طول الشريان الرئيسي، وهو الاتجاه الوحيد للنمو الذي يربطها بأقرب مدينة أو ميناء. من هنا، تنتقل المدينة إلى نظام من المدن المترابطة لتشكّل مجمعًا حضريًا (Urban Complex) أو حاضرة (Metropolis) مع عدد كبير من السكان.

## المجمع الحضري وتحديات النمو العشوائي
دوكسيادس يشير إلى أن تطور المدينة سيؤدي إلى إنشاء نظام أكبر من المستوطنات تحت ضغوط القوى الاقتصادية والسكانية. إذا تُرك نظام المدن للنمو العشوائي، سيؤدي ذلك إلى كارثة، حيث سينتج عن ذلك مدن عملاقة تمتد عبر القارات وتتحول في النهاية إلى "مدينة عالمية" (Ecumenopolis). يُحذر دوكسيادس من أن هذه المدينة، إذا بقيت مشابهة لمدن اليوم، ستكون "مقبرة كبيرة" كما أشار لويس ممفورد، مدينة ميتة لا محالة.

## مراحل تطور المدينة العالمية
- تطور منطقة المتروبوليتان إلى ميجالوبوليس (Megalopolis) أو "سوبر ميترو".
- تطور الميجالوبوليس إلى مدينة عالمية تغطي الأرض كلها.
- إنشاء شبكة جديدة تربط هذه المستوطنات الحضرية على مستوى عالمي.[3]

## المدينة العالمية والشبكات الجديدة
يشير دوكسيادس إلى أن مدينة المستقبل يجب أن تستند إلى شبكة عالمية جديدة من المراكز وخطوط الطرق والاتصالات القادرة على تحمل ضغوط السكان المتزايدة. هذه الشبكة ستربط المناطق الحضرية مع الأراضي الريفية المخصصة للزراعة وتربية الماشية. كما ستكون هناك مسافات بين المراكز، وستمتد عبر السهول والوديان الكبرى، مع التركيز على مصادر المياه والمحيطات.

## خصائص المدينة العالمية
المدينة العالمية ستكون مزيجًا من المستوطنات القديمة والجديدة، وستنمو بفعل نموها الديناميكي. ستتركب من المدن الكبرى وستمتد على نطاق واسع بالقرب من البحار والأنهار. مع تزايد عدد السكان، ستنشأ مراكز متعددة الوظائف، تشمل التعليم، الثقافة، الترفيه، والإنتاج. بعض هذه المراكز ستكون متخصصة، مثل كامبريدج التي ستصبح مركزًا تعليميًا مهمًا.

## تحديات المدينة العالمية
دوكسيادس يتوقع أنه خلال 150 عامًا، ستتحول المدن إلى مدينة عالمية ضخمة. سيكون على البشر اتخاذ قرارين: إما السماح لهذه المدن بأن تصبح غير إنسانية، مما يقود إلى الدمار، أو تحويلها إلى مدن إنسانية جدًا، وهو تحدٍ كبير يتطلب تعاملًا جادًا. لا يشكل حجم المدينة مصدر قلق، بل التوازن بين عناصر الطبيعة والمجتمع والمباني والبنية التحتية هو الأهم.

## التوازن بين العناصر
المفتاح لنجاح المدينة العالمية يكمن في تحقيق توازن بين الطبيعة، البشر، والمباني. يجب تحويل الطبيعة إلى جزء من الشبكة العملاقة التي تخترق كل أرجاء المدينة. الغابات ستكون متنزهات، والطرق ستكون محاطة بالحدائق. التحكم في الجو سيكون عنصرًا حاسمًا في الحفاظ على بيئة نقية غير ملوثة، والتحدي هو ضمان السيطرة على التلوث الناجم عن الصناعة وحركة المرور.